# Isla Pequeña Liajovski
La pequeña isla Liájovski (en ruso: Малый Ляховский: Maly Liájovski) es la segunda isla en tamaño de las islas de Liájov que pertenecen al archipiélago de Islas de Nueva Siberia en el mar de Láptev en el norte de Rusia. Tiene una superficie de 1.325 km².
Las islas de Liájov reciben su nombre en honor de Iván Liájov, quien las exploró en 1773.

## Geología
La Pequeña Liájovski está formada por turbiditas del Jurásico superior al Cretáceo inferior, también conocido como "flysch", cubiertos por una delgada lámina de sedimentos del Plioceno al Pleistoceno. Estas rocas mesozoicas son areniscas, argilitas, y guijarros deformados en sorprendentes plegamientos en dirección este-noreste de alrededor de 7 a 20 km de ancho. Las rocas mesozoicas están cubiertas por una capa relativamente fina de sedimentos arenosos y arcillosos del Plioceno al Pleistoceno de origen coluvial y aluvial. Cerca de la costa, los sedimentos aluviales van graduándose hasta convertirse en sedimentos marinos de la costa cercana que contienen moluscos marinos fósiles y leña lignitizada. Grueso permafrost caracterizado por trozos grandes de hielo macizo ha desarrollado en estos sedimentos.

## Vegetación
La criptógama tundra cubierta de hierba cubre la isla Pequeña Liájovski. Es tundra que está formada sobre todo por hierbas de muy lento crecimiento, musgos, líquenes y hepáticas. Estas plantas cubren en su mayor parte o completamente la superficie del terreno. Los suelos son típicamente húmedos, de grano fino, y a menudo con montecillos.